# Бабешина Марина Ігорівна
Марина Ігорівна Бабешина (до 2010 — Шешеніна; нар. 26 червня 1985, Свердловськ, СРСР) — російська волейболістка, срібний призер на Олімпійських іграх 2004, чемпіонка світу 2006. Заслужений майстер спорту Росії (2004). Ігрова функція — єднальна.

## Біографія
Волейболом Марина Шешеніна стала займатися у 8-річному віці в СДЮСШОР «Уралочка» у тренера Валерія Кунишева. Виступала за команди: 
- 2000—2001 — «Малахіт» (Єкатеринбург);
- 2001—2002 — «Уралтрансбанк» (Єкатеринбург);
- 2002—2003 — «Уралочка-НТМК» (Свердловська область);
- 2003—2004 — «Динамо» (Московська область);
- 2004—2011 — «Уралочка-НТМК» (Свердловська область);
- 2011—2012 — «Динамо-Казань» (Казань);
- 2012—2013 — «Тюмень»-ТюмГУ;
- 2013—2015 — «Омичка» (Омськ).
- З 2015 — знову гравець команди «Уралочка-НТМК».

## Досягнення
- триразова Чемпіонка Росії — 2003, 2005 та 2012;
- дворазовий срібний (2004, 2016) і триразовий бронзовий призер (2008, 2009 і 2014) чемпіонатів Росії;
- срібний призер і краща всіх подавала в «Фіналі чотирьох» Кубка Росії 2011, срібний призер Кубка Росії 2014;
- бронзовий призер Ліги чемпіонів 2012.

У збірній Росії виступала в 2003—2009 роках. В її складі:
- срібний призер Олімпійських ігор 2004;
- чемпіонка світу 2006;
- триразовий срібний призер Гран-прі (2003, 2006, 2009);
- бронзовий призер чемпіонату Європи 2005.

## Родина
У 2010 році вийшла заміж за волейболіста Олексія Бабешина і народила доньку Анастасію.

## Нагороди та звання
- Заслужений майстер спорту Росії
- Медаль ордена «За заслуги перед Вітчизною» II ступеня (3 жовтня 2006) — за великий внесок у розвиток фізичної культури і спорту, високі спортивні досягнення.